# P과정
p-과정(p-process)은 초신성 폭발때 일어나는 양성자 포획 과정으로 알려져 있었다. 하지만 초신성 폭발시 양성자 밀도가 너무 낮으며, 관측된 동위원소가 P-과정만으로 설명되기에 너무 풍부하다는 것을 깨닫게 되었다.
오늘날에는 광붕괴 반응이 양성자를 많이 포함한 원자질량 100 이상의 p-핵(양성자가 풍부한 핵)을 생성한 원인일 것으로 받아들여지고 있다. 관련된 반응은 (감마, n) 및 (감마, 알파)반응이다. 초신성 폭발시 온도는 2×109에서 3×109 켈빈까지도 올라간다. 흑체복사는 S-과정 및 R-과정으로부터 씨앗이 되는 원자핵을 붕괴시키는 광자를 엄청나게 생성한다. 이러한 이유로 P-과정은 때로 감마-과정으로도 불린다.
동위원소의 풍부함은 S-과정 및 R-과정으로도 설명될 수 있으며, p-과정의 공헌은 상대적으로 매우 미미하다. 하지만, S-과정 및 R-과정으로 생성될 수 없는 백금-190 이나 이터븀-168과 같은 p-동위원소도 존재한다. 이러한 동위원소는 주변 원자핵에 비해 매우 적은 양으로 존재한다.
때로 p-과정은 rp-과정(빠른 양성자 포획 과정)을 포함한다. 이 과정에 대한 천문물리학의 이론은 아직 완전히 정립되지는 않았지만, 주계열성에 포함될만한 질량을 가진 쌍성계 내부의 중성자별이 rp-과정이 일어날 가능성이 있다고 생각한다. X선 폭발시에 온도 및 양성자 밀도는 양성자 포획 과정을 시작할 정도로 높으며, 양성자가 풍부한 원자질량 100 까지의 원소 역시 생성할 수 있다.

## 같이 보기
- 핵합성
- Rp과정